# Mitra (dios persa)

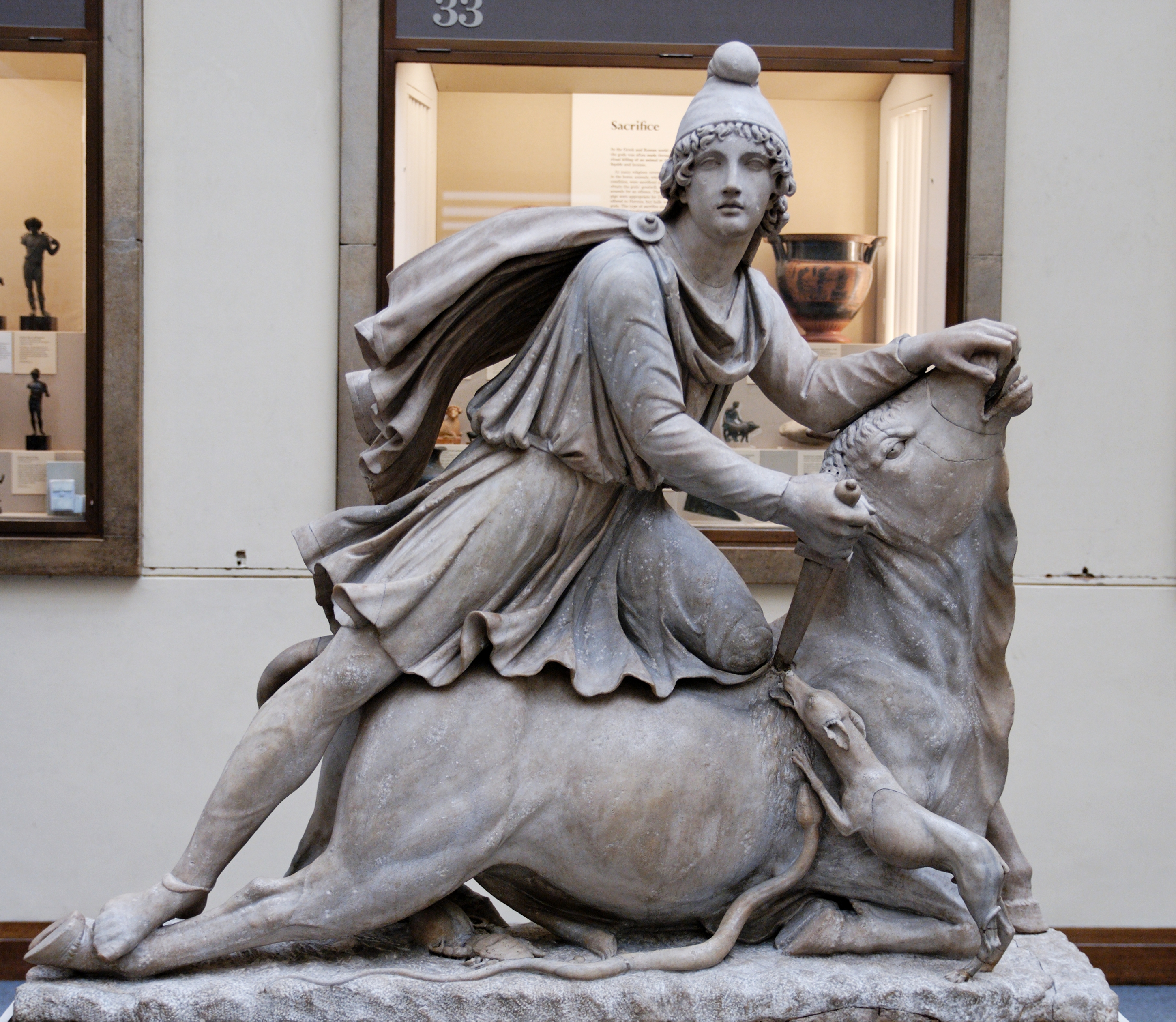
Estatua de Mitra matando al toro (escultura del siglo II actualmente en el Museo Británico de Londres).

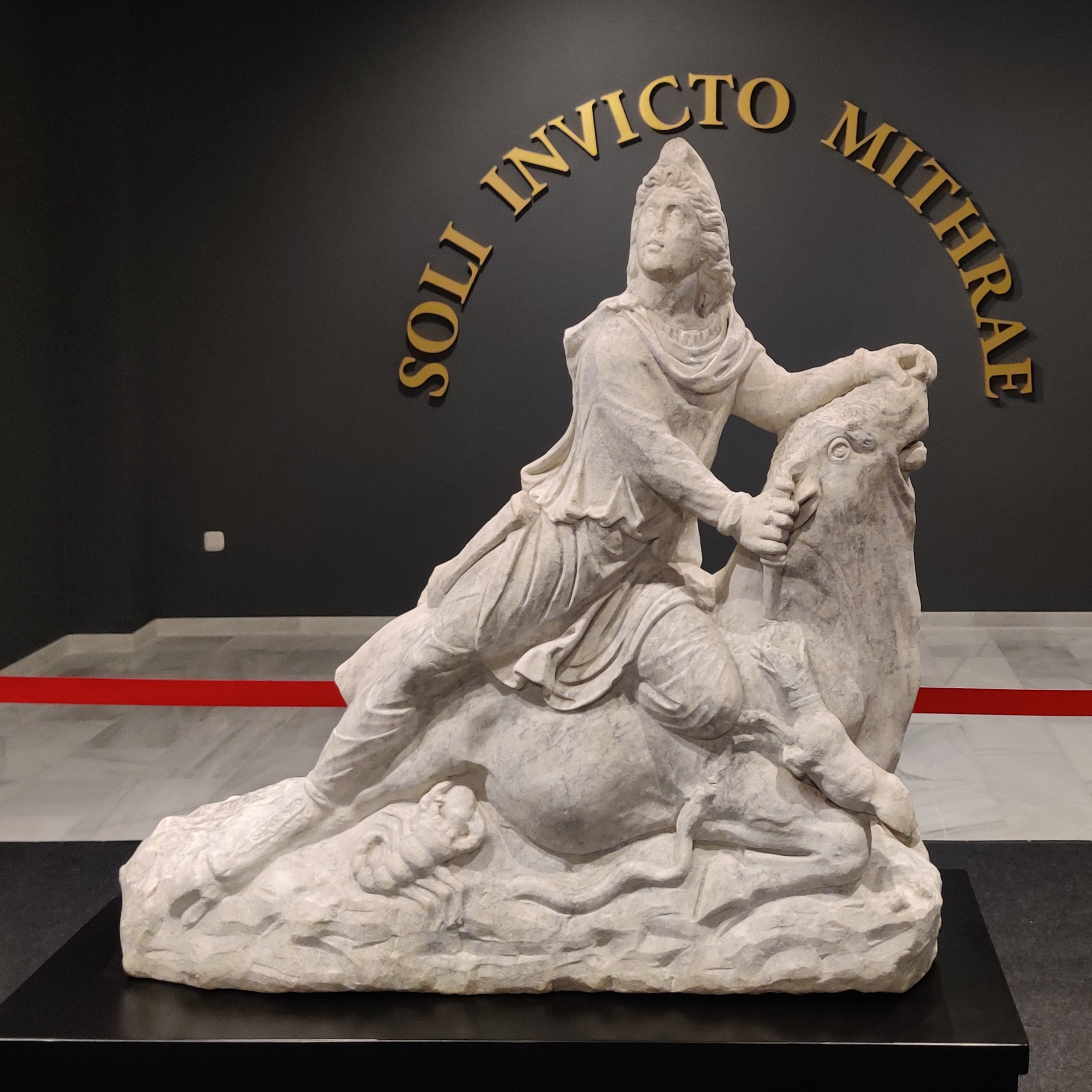
Dios Mitra de Cabra

En la antigua mitología indoirania y persa, Mithra o Mitra era un dios solar, el dios de la luz, cuyo culto empezó en la India (como Mitra) y se acabó difundiendo en el Imperio romano, incluso hasta la península ibérica, Britania y la actual Alemania. La primera mención escrita del Mitra védico data del 1400 a. C.. Su culto se extendió a Persia y, tras la derrota de los persas por Alejandro Magno, por todo el mundo helénico. En los siglos III y IV d. C., el culto a Mitra, o mitraísmo, practicado y apoyado por los soldados del Imperio romano, fue el principal rival de la religión cristiana, que acababa de desarrollarse. 
El Mithra persa (en persa antiguo: 𐎷𐎰𐎼, Miθraʰ) es una antigua deidad irania (yazata) de los pactos, de la luz, de los juramentos, la justicia, el sol, los contratos y la amistad. Además de ser la divinidad de los contratos, Mitra es también una figura judicial, un protector de la Verdad (asha) que todo lo ve, así como el guardián del ganado, la cosecha y las aguas (aban). El origen de esta divinidad persa puede remontarse hasta el II milenio a. C.: su nombre es mencionado por primera vez en un tratado entre los hititas y los mitani, escrito hacia el 1400 a. C.Según el escritor belga Franz Cumont, en su estudio publicado a comienzos del siglo XX, el origen del mitraísmo se encuentra en la antigua Persia (en el actual Irán).
Mithra en el Avesta significa ‘contrato’ o ‘alianza’. Era el dios responsable de dar protección cuando había un ataque. Protegía a los fieles y castigaba a los infieles. También se le representaba en un carro tirado por caballos blancos. Mitra era el poseedor de la verdad. Su acto de matar a un toro era un acto cosmogónico comparable a la matanza del dragón Vritra llevada a cabo por el dios Indra, epopeya mencionada por primera vez en el Rig-veda (el texto más antiguo de la India, de mediados del II milenio a. C.).
Hacia el año 62 a. C., los legionarios romanos adoptaron a Mitra como un dios al que agregaron características no persas y crearon una religión llamada mitraísmo que se expandió rápidamente por todo el Imperio romano y que compitió con el incipiente cristianismo hasta el siglo IV. Los romanos atribuían sus misterios mitraicos a fuentes persas zoroastrianas relacionadas con Mithra. Desde principios de la década de 1970, la investigación ha señalado disimilitudes entre las tradiciones persa y romana, convirtiéndola, a lo sumo, en el resultado de las ideas romanas sobre las ideas zoroastrianas.

## Culto
Antes de que el antiguo reformador religioso Zaratustra (nombre griego Zoroastro) ganara influencia en la región durante el siglo VI a. C., los iranios tenían una religión politeísta y Mitra era el más importante de sus dioses. En primer lugar, era el dios de los contratos y las obligaciones mutuas. En una tablilla cuneiforme del siglo XV a. C.. que contiene un tratado entre hititas y mitani, se invoca a Mitra como el dios del juramento. Además, en algunos textos védicos indios, el dios Mitra (la forma india de Mitra) aparece tanto como «amigo» como «contrato». La palabra mitra puede traducirse de ambas formas, porque los contratos y la obligación mutua hacen amigos. En resumen, Mitra puede significar cualquier tipo de comunicación interpersonal y todo lo que establece buenas relaciones entre personas. A Mitra se le llamaba el Mediador. Mitra también era el dios del sol, de la luz brillante que todo lo contempla y, por lo tanto, se lo invocaba en los juramentos. Los griegos y romanos consideraban a Mitra un dios solar. Probablemente también era el dios de los reyes. Era el dios de la obligación mutua entre el rey y sus guerreros y, por lo tanto, el dios de la guerra. También era el dios de la justicia, que era garantizada por el rey. Siempre que la gente observaba la justicia y el contrato, veneraban a Mitra.
La ceremonia mitraica más importante era el sacrificio del toro. La opinión está dividida en cuanto a si esta ceremonia era prezoroástrica o no. Zoroastro denunció los sacrificios del toro, por lo que parece probable que la ceremonia fuera parte del antiguo paganismo iranio. Esta inferencia está corroborada por un texto indio en el que Mitra participa a regañadientes en el sacrificio de un dios llamado Soma, que a menudo aparece en forma de un toro blanco o de la luna. En monumentos romanos, Mitra sacrifica a regañadientes al toro blanco, que luego se transforma en la luna. Este paralelo detallado parece demostrar que el sacrificio debe haber sido prezoroástrico. Contratos y sacrificios están conectados, ya que los tratados en la antigüedad se sancionaban con una comida grupal.

### Relación con el zoroastrismo
Como la mayoría de las demás divinidades de la religión «pagana», Mitra no es mencionado por su nombre en los Gathas, los textos más antiguos del zoroastrismo y tradicionalmente atribuidos al propio Zoroastro, ni por su nombre en el Yasna Haptanghaiti, una sección de siete versos de la liturgia Yasna que es lingüísticamente tan antigua como los Gathas. Como miembro de la llamada tríada ahúrica irania, junto con Ahura Mazda y Ahura Berezaiti (Apam Napat), Mitra es una figura exaltada. Junto con los yazata Rashnu («Justicia») y Sraosha («Obediencia»), Mitra es uno de los tres jueces del Puente Cinvat, el «Puente de la Separación» que todas las almas deben cruzar. Sin embargo, a diferencia de Sraosha, Mitra no es un psicopompo, un guía de las almas al lugar de los muertos. Si los Buenos Pensamientos, Palabras y Acciones superan a los Malos, Sraosha es el único que transporta el Alma a través del Puente.
Como dios de los contratos, Mitra es inengañable, infalible, eternamente vigilante y nunca descansa. Mitra es además el protector del ganado y su epíteto común es «el de los pastos amplios». Es el guardián de las aguas (aban) y se asegura de que esos pastos reciban suficiente agua.
La falta de la presencia de Mitra en los textos fue en su día motivo de cierta consternación entre los iranios. Una especulación repetida a menudo en la primera mitad del siglo XX era que la falta de mención (es decir, el silencio de Zoroastro) de Mitra en estos textos implicaba que Zoroastro había rechazado a Mitra. Esta especulación ex silentio ya no se acepta. Sobre la base de esa especulación hubo otra serie de especulaciones, que postulaban que la razón por la que Zoroastro no mencionaba a Mitra era que este último era el dios supremo de un grupo sanguinario de adoradores de daevas que Zoroastro condenaba. Sin embargo, «todavía no se ha aportado ninguna evidencia satisfactoria que demuestre que, antes de Zoroastro, el concepto de un dios supremo existía entre los iranios, o que entre ellos Mitra—o cualquier otra divinidad—alguna vez disfrutara de un culto propio separado fuera de sus panteones antiguos o zoroastrianos».
Un consenso escolástico en el zorastrismo identifica una conexión en el origen de la deidad Ahura Mazda con los  prototípicos dioses Mitra y Vouruna (Varuna), pero no hay un consenso establecido sobre si Ahura Mazda es uno de los dos, o un sincretismo de los dos juntos, o incluso uno superior a ambos.
A partir de Darío el Grande (522-486 a. C.), los reyes persas de la dinastía aqueménida fueron zoroastrianos. Sin embargo, Darío y sus sucesores no tenían intención de crear dificultades políticas intentando erradicar las antiguas creencias que todavía eran queridas para muchos nobles. Así, la religión de Zoroastro se fue contaminando gradualmente con elementos del antiguo culto politeísta. Se compusieron himnos (los Yashts) en honor de los antiguos dioses. Hay un yasht dedicado a Mitra, en el que se representa al dios como el dios de la luz celestial que todo lo observa, el guardián de los juramentos, el protector de los justos en este mundo y en el próximo y, sobre todo, como el archienemigo de los poderes del mal y la oscuridad; por tanto, el dios de las batallas y la victoria.
Sin embargo, en la religión mixta del período aqueménida posterior, aspectos zoroastrianos dominan claramente sobre aspectos paganos. El sacrificio del toro, aborrecido por todos los seguidores de Zoroastro, nunca se menciona. Cuando Alejandro Magno conquistó el imperio persa alrededor del 330 a. C., la antigua estructura de la sociedad parece haberse derrumbado por completo y no se sabe nada más sobre el culto a Mitra en Persia.